# José Matías Hernández García
José Matías Hernández García fue un militar de profesión. Ha sido declarado Héroe Nacional de la República de Honduras.

## Datos personales
José Matías Hernández García ascendió a militar desde el grado de Coronel de Infantería DEM. Es católico y de ideología democrática. Sus padres fueron el señor Macedonio Hernández, (QDDG) y la señora Clara García (QDDG). Su esposa es la señora Bertha Lidia Escobar, con quien procreó los siguientes hijos: José Edgardo Hernández, Martha Doris Hernández, Fátima Elizabeth Hernández, María Lourdes Hernández, Gloria Argentina Hernández, Héctor Alexander Hernández y Lidia del Carmen Hernández.

## Educación académica

### Educación civil
La educación primaria la recibió en la Escuela Miguel Paz Barahona de la localidad de Yamaranguila, Departamento de Intibucá, y la educación secundaria la recibiría en el Instituto Santo Domingo Savio de Santa Rosa de Copán.

### Educación militar
José Matías Hernández García, ingreso al ejército de forma voluntaria un 30 de abril de 1952, presentándose al Cuartel Principal ubicado en San Pedro Sula, Departamento de Cortés.  Durante el tiempo de servicio militar se desempeñó en muchas misiones en cumplimiento del deber, en los sectores fronterizos de Guatemala, Nicaragua y El Salvador
Dentro de las filas castrenses realizó los siguientes cursos de preparación y ascenso: 
- En 1957: Curso de Aplicación para Oficiales, Escuela Militar General Francisco Morazán, Comayagüela M.D.C.
- En 1962: Curso de contrainsurgencia impartido por las Fuerzas Especiales de Estados Unidos de América, Primer Batallón de Infantería, Comayagüela D.C.
- En 1967: Curso de contrainsurgencia impartido por El Grupo Mobile SINKO de Estados Unidos de América, destacado como Instructor en la ciudad de Santa Rosa de Copán
- En 1969: Curso de Aplicación Para Oficiales B-1, Escuela Militar Francisco Morazán, entre los meses de enero a junio en la ciudad de Comayagüela D.C.

Los cursos realizados en el extranjero fueron: 
- En el año de 1972 realizó un curso de Comando y Plana Mayor, impartida por la Escuela de Las Américas, Zona del Canal de Panamá.
- En 1976 realizó la continuación del anterior curso de Comando y Estado Mayor, impartido por la Escuela de Las Américas, República de Panamá.

## Ascensos militares
| Ascensos Grado   | Arma       | Decreto n.º    | Fecha                    |
| ---------------- | ---------- | -------------- | ------------------------ |
| Soldado          | Infantería | N/A            | 30 de abril de 1952      |
| Cabo             | Infantería | Orden Especial | 30 de marzo de 1953      |
| Sargento Raso    | Infantería | Orden Especial | 23 de septiembre de 1953 |
| Sargento Segundo | Infantería | Orden Especial | 5 de julio de 1954       |
| Sargento Primero | Infantería | Orden Especial | 12 de marzo de 1956      |
| Subteniente      | Infantería | EMH-No.25      | 15 de febrero de 1957    |
| Teniente         | Infantería | EMH-No.16      | 17 de octubre de 1961    |
| Capitán          | Infantería | EMH-No.11      | 3 de octubre de 1966     |
| Mayor            | Infantería | EMH-No.45      | 2 de octubre de 1969     |
| Teniente Coronel | Infantería | EMH-No.46      | 3 de octubre de 1972     |
| Coronel          | Infantería | EMH-No.412     | 21 de diciembre de 1976  |

## Cargos militares
| Grado | Cargo |
| ----- | ----- |
|       |       |
|       |       |
|       |       |

## Guerra de las Cien Horas
El 15 de julio de 1969, el Señor Presidente Constitucional de la República de Honduras y Comandante Por Ley del Batallón Guardia de Honor Presidencial, General de Brigada Oswaldo López Arellano, le designó Comandante del Batallón Guardia de Honor Presidencial con la misión de reforzar el Teatro de Operaciones Sur Occidental (T.O.S.O.) para tratar de detener el avance del Ejército salvadoreño, que supuestamente desde la ciudad de Nueva Ocotepeque se preparaba para continuar el avance hacia Santa Rosa de Copán, San Pedro Sula y Puerto Cortés. El 17 de julio de 1969 el Batallón Guardia de Honor Presidencial, entabló combate con el Ejército de El Salvador, en el lugar denominado “San Rafael de las Mataras” Departamento de Ocotepeque; en dicho lugar con el apoyo de la Fuerza Aérea Hondureña fue diezmado el avance del Ejército salvadoreño

## Distinciones

### Declaración como Héroe nacional
El 13 de octubre de 2008 fue declarado “Héroe Nacional” conforme al Decreto n.º 45-2008 por el soberano Congreso Nacional de Honduras.

### Homenaje
ANTE EL ALTAR DE NUESTRA PATRIA, “MISIÓN CUMPLIDA”, Coronel de Infantería DEM (r), JOSÉ MATÍAS HERNÁNDEZ GARCÍA. EHO-0296. "El Congreso Nacional, declaro "Héroe Nacional" al Coronel de Infantería en situación de retiro, Don José Matías Hernández, al tiempo que lo condecoro con la "Gran Cruz Placa de Oro", por su ardua labor en defensa de la soberanía patria en la guerra de 1969. El homenajeado, al momento de dirigirse a los congresistas e invitados, agradeció a la directiva del Congreso Nacional y especialmente al presidente de ese poder del estado, a don Roberto Micheletti Bain por haber considerado entregarle tan honorifico galardón. Hernández recordó, como en 1969 en el departamento(provincia) de Ocotepeque, las Fuerzas Armadas y el pueblo catracho impidieron el ingreso del ejercito invasor, comitiva de resguardo a la que perteneció defendiendo con gallardía la soberanía de Honduras. "Este acto especial del Congreso Nacional quedara grabado en las páginas de la historia de mi vida, al ser condecorado con la Gran Cruz Placa de Oro, recibiendo con respeto, lealtad y fervor patrio, pero sobre todo con mucha humildad" afirmó